# Aurelia Brădeanu
Aurelia Stoica-Brădeanu (n. 5 mai 1979, Slatina, Olt, România) este o fostă handbalistă română care a jucat pentru clubul CSM București și pentru echipa națională a României.

## Biografie
A început să joace handbal la echipa CSȘ Slatina în anul 1992. Până în vara anului 2013, ea a jucat la echipa CS Oltchim Râmnicu Vâlcea, iar din iunie 2013, ea a semnat un contract pe doi ani cu Corona Brașov. Brădeanu este și componentă a echipei naționale a României.
În 2016 ea a fost numită cetățean de onoare al municipiului București.

## Performanțe
Cu echipele de club
- Liga Campionilor EHF:
  -  Câștigătoare (1): 2016 (cu CSM București)
  - Finalistă (1): 2009 (cu Győr)
  - Medalie de bronz: 2017 (cu CSM București)
  - Semifinalistă (5): 2004, 2005, 2007, 2008 (cu Győr), 2012, 2013 (cu Oltchim)

- Cupa Cupelor EHF:
  - Finalistă (1): 2002 (cu Oltchim)

- Cupa EHF:
  - Finalistă (1): 2005 (cu Győr)

- Liga Națională:
  -  Câștigătoare (6): 1998, 1999, 2001, 2002 (cu Oltchim), 2003 (cu Rapid), 2016, 2017 (cu CSM București)

- Cupa României:
  -  Câștigătoare (6): 1998, 1999, 2001, 2002 (cu Oltchim), 2004 (cu Rapid), 2016, 2017 (cu CSM București)

- Nemzeti Bajnokság I:
  -  Câștigătoare (6): 2005, 2006, 2008, 2009, 2010, 2011 (cu Győr)
  -  Finalistă (1): 2007 (cu Győr)

- Magyar Kupa:
  -  Câștigătoare (7): 2005, 2006, 2007, 2008, 2009, 2010, 2011 (cu Győr)

- Campionatul național de junioare 1:
  -  Câștigătoare (1): 1998 (cu Oltchim)

- Campionatul național de junioare 2:
  -  Medalie de argint (1): 1997 (cu Oltchim)

Cu echipa națională
- Jocurile Olimpice:
  - Locul 7 (2): 2000, 2008

- Campionatul Mondial:
  -  Medalie de argint (1): 2005
  -  Medalie de bronz (1): 2015
  - Locul 4 (2): 1999, 2007

- Campionatul European:
  -  Medalie de bronz (1): 2010
  - Locul 4 (1): 2000

- Campionatul Mondial pentru Tineret:
  -  Medalie de aur (1): 1999

- Campionatul European pentru Tineret:
  -  Medalie de aur (1): 1998

- Campionatul European pentru Junioare:
  - Locul 4 (1): 1997

Performanțe individuale
- Desemnată Cea mai bună handbalistă a anului din România în 2003, 2013[5]